# Angelina Mango
Angelina Mango (Maratea, 10 april 2001) is een Italiaans singer-songwriter.

## Biografie
Angelina Mango werd op 10 april 2001 geboren in Maratea, Basilicata. Ze is de dochter van de bekende Italiaanse muzikanten Guiseppe Mango en Laura Valente (zangeres van Matia Bazar). Mango groeide op in Lagonegro waar haar passie voor muziek begon. In 2016 verhuisde Mango naar Milaan waar ze haar studie vervolgde en ze samen met haar broer deel van een coverband uit ging maken.
Op 13 november 2020 bracht Mango haar debuutsingle Va tutto bene uit. In 2022 tekende ze een platencontract bij Sony Music. Ze bracht de singles Formica en Walkman uit. Mango bracht op 12 mei 2023 de ep 'Voglia di vivere' uit waarop de single 'Ci pensiamo domani' staat. Deze single wist de top tien van Italiaanse hitlijsten te halen. De ep debuteerde op de tweede plek van de Italiaanse hitlijsten. Op 6 oktober 2023 bracht ze de single Che t'o dico a fa uit die de tweede plek van de Italiaanse hitlijsten behaalde en platina werd.
In 2024 werd Mango aangekondigd als deelnemer van het Festival van San Remo 2024. Op 10 februari 2024 wist Mango met het nummer La noia het liedjesfestijn te winnen. De volgende ochtend maakte Mango bekend dat ze Italië zal vertegenwoordigen op het Eurovisiesongfestival 2024 in het Zweedse Malmö, daar eindigde ze op de zevende plaats. In mei 2024 bracht Mango haar debuutalbum Poké melodrama uit. Het album debuteerde bovenaan de Italiaanse albumlijst. 
1956: Franca Raimondi + Tonina Torrielli · 
1957: Nunzio Gallo · 
1958: Domenico Modugno · 
1959: Domenico Modugno · 
1960: Renato Rascel · 
1961: Betty Curtis · 
1962: Claudio Villa · 
1963: Emilio Pericoli · 
1964: Gigliola Cinquetti · 
1965: Bobby Solo · 
1966: Domenico Modugno · 
1967: Claudio Villa · 
1968: Sergio Endrigo · 
1969: Iva Zanicchi · 
1970: Gianni Morandi · 
1971: Massimo Ranieri · 
1972: Nicola di Bari · 
1973: Massimo Ranieri · 
1974: Gigliola Cinquetti · 
1975: Wess & Dori Ghezzi · 
1976: Al Bano & Romina Power · 
1977: Mia Martini · 
1978: Ricchi e Poveri · 
1979: Matia Bazar · 
1980: Alan Sorrenti · 
1983: Riccardo Fogli · 
1984: Alice & Battiato · 
1985: Al Bano & Romina Power · 
1987: Umberto Tozzi & Raf · 
1988: Luca Barbarossa · 
1989: Anna Oxa & Fausto Leali · 
1990: Toto Cutugno · 
1991: Peppino di Capri · 
1992: Mia Martini · 
1993: Enrico Ruggeri · 
1997: Jalisse · 
2011: Raphael Gualazzi · 
2012: Nina Zilli · 
2013: Marco Mengoni · 
2014: Emma Marrone · 
2015: Il Volo · 
2016: Francesca Michielin · 
2017: Francesco Gabbani · 
2018: Ermal Meta & Fabrizio Moro · 
2019: Mahmood · 
2021: Måneskin · 
2022: Mahmood & Blanco · 
2023: Marco Mengoni · 
2024: Angelina Mango · 
2025: Lucio Corsi